# Pierre Thuot
Pierre Joseph Thuot (Groton, 9 de maio de 1955) é um ex-astronauta norte-americano, veterano de três missões espaciais.
Formado em Física pela Academia Naval dos Estados Unidos e em gerência de sistemas pela Universidade do Sul da Califórnia, foi qualificado como piloto naval em 1978 e baseado na Virgínia para treinamento como piloto de esquadrão de F-14 Tomcat. Servindo posteriormente nos porta-aviões USS John F. Kennedy e USS Independence, cursou a Escola de Armas de Caças da Marinha e a Escola de Pilotos de Teste Navais dos Estados Unidos, graduando-se como piloto de testes em 1983. Depois de qualificado, atuou como oficial de voo de testes de projetos na base aeronaval de Patuxent River, em Maryland. Voou em F-14A Tomcat, A-6E Intruder e F-4J Phantom II fazendo testes de voo e armas até retornar à Escola de Piloto de Teste como instrutor de voo em junho de 1984.
Selecionado como astronauta em 1985, trabalhou primeiramente em diversas funções em terra, participando do desenvolvimento e avaliação de cargas para o ônibus espacial, equipamentos e procedimentos para as tripulações e como CAPCOM no Centro de Controle de Missão do Centro Espacial Johnson, responsável pelas comunicações de várias missões do ônibus espacial.
Foi pela primeira vez ao espaço como especialista de missão na  STS-36 Atlantis, lançada de Cabo Canaveral em 28 de fevereiro de 1990, uma missão com carga não-declarada do Departamento de Defesa. As duas missões subsequentes foram na STS-49, o primeiro voo do ônibus espacial Endeavour, em maio de 1992, onde realizou três caminhadas espaciais para captura e reparo do encalhado satélite de comunicações Intelsat VI; e na STS-62 Columbia, em março de 1994. Ao fim das três missões, completou 654 horas no espaço, com 17 delas em atividades extraveiculares.
Em 1995 deixou a NASA e voltou ao serviço ativo na Marinha, onde ficou até 1998; neste ano retirou-se da vida militar passando a trabalhar na iniciativa privada na Orbital Sciences Corporation, como vice-presidente do Grupo de Sistemas Espaciais.